# Coffee County (Georgia)
Das Coffee County befindet sich im Bundesstaat Georgia der Vereinigten Staaten. Der Verwaltungssitz (County Seat) ist Douglas, das nach Stephen A. Douglas, dem Gegenspieler von Abraham Lincoln im Wahlkampf von 1860, benannt wurde.

## Geographie
Das County liegt im mittleren Südosten von Georgia, ist im Westen etwa 180 km vom Atlantik und im Süden etwa 120 km von Florida entfernt. Es hat eine Fläche von 1561 Quadratkilometern, wovon zehn Quadratkilometer Wasserfläche sind und grenzt im Uhrzeigersinn an folgende Countys: Jeff Davis County, Bacon County, Ware County, Atkinson County, Berrien County, Irwin County, Ben Hill County und Telfair County.

## Geschichte
Coffee County wurde am 9. Februar 1854 aus Teilen des Clinch County, des Irwin County, des Telfair County und des Ware County gebildet. Benannt wurde es nach John E. Coffee, einem General, der aus den Indianerkriegen von 1812 als Held hervorging.

## Demografische Daten
Laut der Volkszählung von 2010 verteilten sich die damaligen 42.356 Einwohner auf 14.817 bewohnte Haushalte, was einen Schnitt von 2,68 Personen pro Haushalt ergibt. Insgesamt bestehen 17.061 Haushalte.
71,7 % der Haushalte waren Familienhaushalte (bestehend aus verheirateten Paaren mit oder ohne Nachkommen bzw. einem Elternteil mit Nachkomme) mit einer durchschnittlichen Größe von 3,18 Personen. In 38,8 % aller Haushalte lebten Kinder unter 18 Jahren sowie in 23,7 % aller Haushalte Personen mit mindestens 65 Jahren.
29,5 % der Bevölkerung waren jünger als 20 Jahre, 27,9 % waren 20 bis 39 Jahre alt, 26,5 % waren 40 bis 59 Jahre alt und 16,2 % waren mindestens 60 Jahre alt. Das mittlere Alter betrug 35 Jahre. 50,7 % der Bevölkerung waren männlich und 49,3 % weiblich.
64,7 % der Bevölkerung bezeichneten sich als Weiße, 26,6 % als Afroamerikaner, 0,3 % als Indianer und 0,3 % als Asian Americans. 6,3 % gaben die Angehörigkeit zu einer anderen Ethnie und 1,4 % zu mehreren Ethnien an. 10,3 % der Bevölkerung bestand aus Hispanics oder Latinos.
Das durchschnittliche Jahreseinkommen pro Haushalt lag bei 34.523 USD, dabei lebten 26,0 % der Bevölkerung unter der Armutsgrenze.

## Kultur und Sehenswürdigkeiten

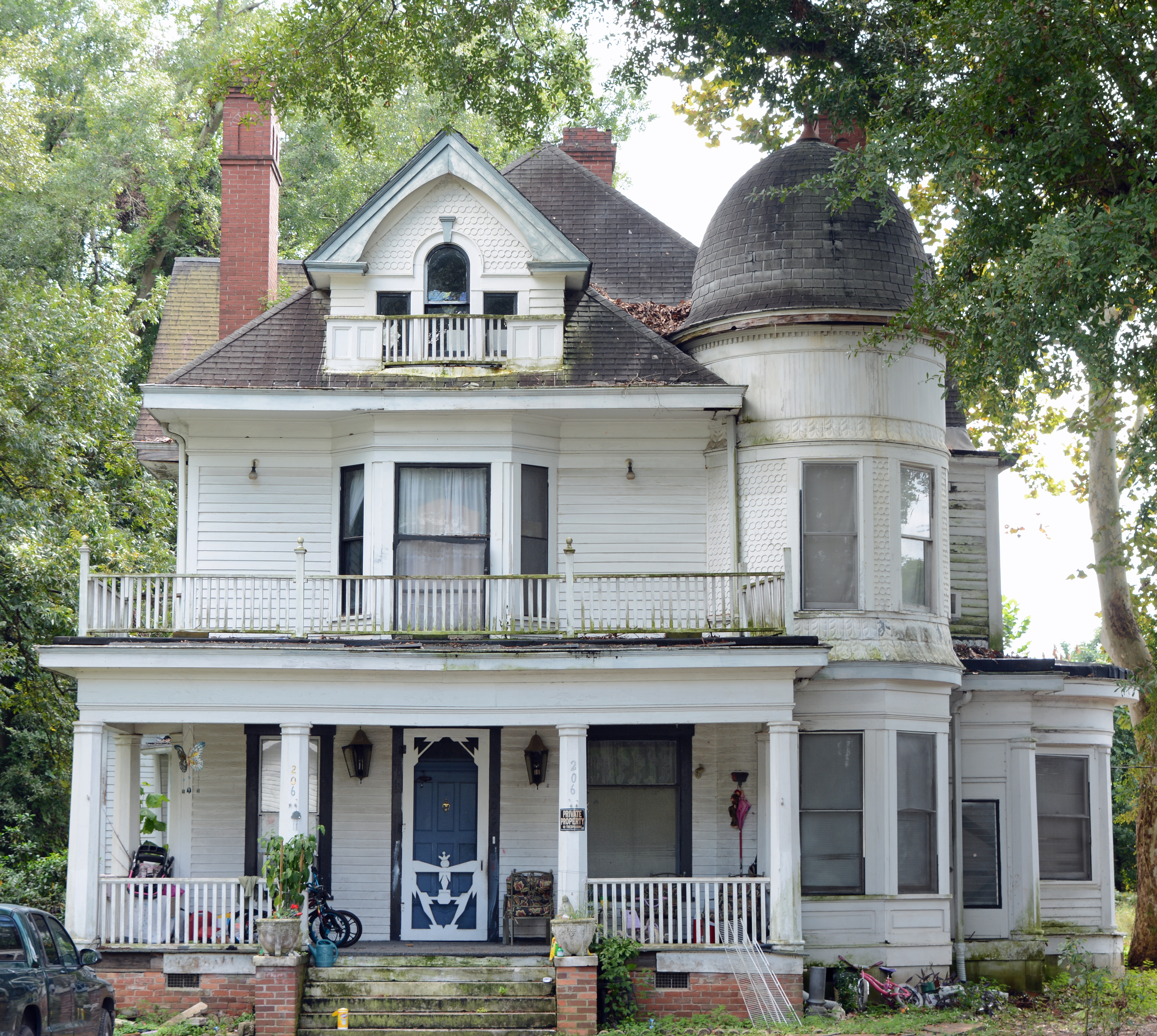
Lonnie A. Pope House (2016). Diese Residenz entstand im Jahr 1910 im Queen-Anne-Stil. Im Juni 1982 wurde das Anwesen als erstes Objekt im County in das NRHP eingetragen.

Sechs Bauwerke und Historic Districts („historische Bezirke“) im Coffee County sind im National Register of Historic Places („Nationales Verzeichnis historischer Orte“; NRHP) eingetragen (Stand 8. August 2023), darunter das historische Stadtzentrum von Douglas, ein Teil des Campus des South Georgia State College und eine frühere Pilotenschule der United States Army Air Forces.

## Orte im Coffee County
Orte im Coffee County mit Einwohnerzahlen der Volkszählung von 2010:
Cities:
- Ambrose – 380 Einwohner
- Broxton – 1.189 Einwohner
- Douglas (County Seat) – 11.589 Einwohner
- Nicholls – 3.317 Einwohner